# Giannis Ragousis

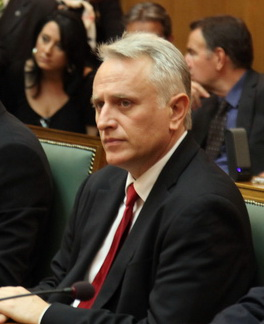
Giannis Ragousis

Giannis Ragousis (griechisch Γιάννης Ραγκούσης, * 11. Dezember 1965) ist ein griechischer Politiker der PASOK.

## Leben
Giannis Ragousis studierte Wirtschaftswissenschaften an der Aristoteles-Universität Thessaloniki, nach dessen Abschluss er noch ein Diplom der University of Sussex erwarb.
Er bekleidete verschiedene Parteiämter. Von 2002 bis 2007 war er Bürgermeister der Kykladeninsel Paros, bis er bei den Wahlen 2007 erstmals ins  Parlament gewählt wurde.
In der Regierung von Ministerpräsident Giorgos Andrea Papandreou war er ab Oktober 2009 Minister für Inneres, Dezentralisierung und E-Government. Als Innenminister setzte Ragousis im Jahre 2010 eine große Verwaltungsreform (Kallikratis-Programm) um. Vom 17. Juni 2011 bis 11. November 2011 war er Verkehrsminister.